# آب‌هندو
ابهندو روستایی از توابع بخش مرکزی شهرستان همدان است که در فاصله ۲۷ کیلومتری مرکز استان قرار گرفته است.

## جمعیت
این روستا در دهستان گنبد قرار دارد و براساس سرشماری مرکز آمار ایران در سال ۱۳۸۵، جمعیت آن ۲۲۳ نفر (۴۴خانوار) بوده است. که از طوایف سرشناس روستا می‌توان به طایفه افشار که بزرگ این طایفه حاج رضا افشار اشاره کرد. اهالی روستا به زبان ترکی تکلم می‌کنند. شغل ساکنین روستا کشاورزی و دامداری می‌باشد.
دارای مدرسه ابتدایی ۶ کلاسه به نام شهید جعفر ختن‌لو است. 

## ارتفاعات مهم روستا
قافلانکوه (قالفنته داغه) در سمت شرق روستا که در محدوده روستای مولیجه قرار دارد و کوه بارابند (باراوند داغه) که در محدوده روستای بارابند در سمت شمال روستا قرار دارد. کیفه داغی که دارای یک غار کوچک نیز می‌باشد و در محدوده روستای قزلیجه و مولیجه قرار دارد. ارتفاعات یاد شده جزء منطقه حفاظت شده شراء بوده و تنوع جانوری بالایی دارد. این ارتفاعات سرچشمه رودخانه فصلی قراچای می‌باشد. 

## قنات‌های موجود
شش پارچه قنات به نام‌های گوج آغاجی؛ قرا کهریز، کافتار، خیابان؛ چایلاق و قرا بیم می‌باشد.

## محصولات کشاورزی
محصولات کشاورزی عبارتند از: گندم، جو، نخود، انگور، بادام، زردآلو، سیب زمینی و گردو

## فاصله تا روستاهای مجاور
فاصله تا مرکز استان ۲۷ کیلومتر
فاصله تا سیاه کمر ۹ کیلومتر
آق تپه ۴٫۸ کیلومتر
کورکهریز ۵ کیلومتر
گنبد ۸٫۹ کیلومتر
قلی کندی ۱۱ کیلومتر
مزرعه گل بهار ۱۲
قرخقز ۲/۵ کیلومتر
موایجه ۷ کیلومتر
الفاوت ۱۲ کیلومتر
علیجوق ۱۳ کیلومتر
زاغه طاسبندی ۱۴ کیلومتر
مکربی ۱۶ کیلومتر

## شهرهای نزدیک
همدان، ملایر، اراک، قهاوند